# Mezinárodní letiště Fuzuli

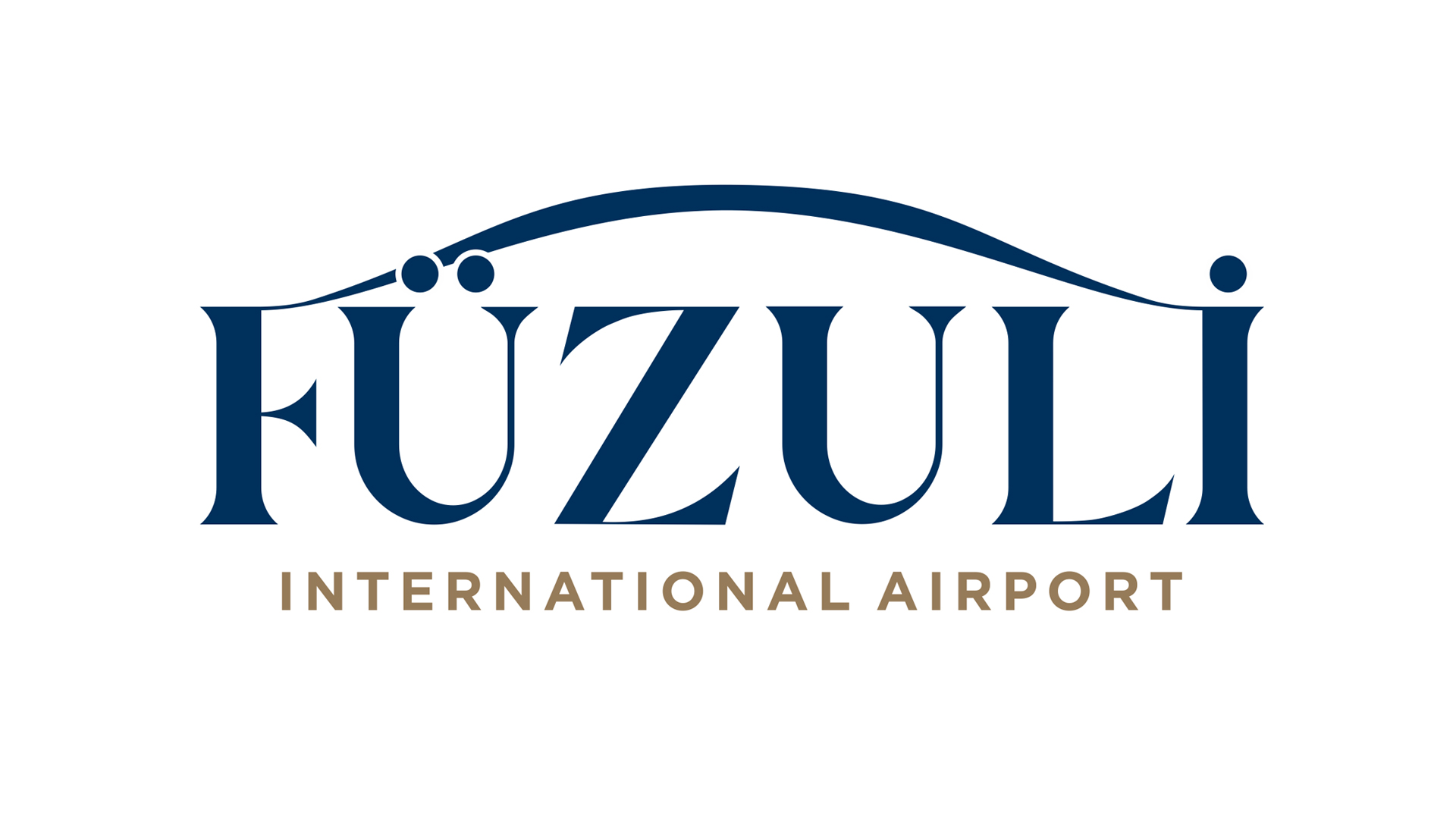

Mezinárodní letiště Fuzuli (ázerbájdžánsky Füzuli Beynəlxalq Hava Limanı) leží pět kilometrů východně od města Fuzuli v Ázerbájdžánu. Je jedním ze sedmi mezinárodních letišť v zemi.

## Historie
Po osmadvaceti letech okupace ozbrojenými silami Arménie a Republiky Arcach bylo Fuzuli 17. října 2020 dobyto Ázerbájdžánem zpět. Poté zahájila ázerbájdžánská vláda proces odminování s cílem vyčistit město a okolní oblasti od nášlapných min.
Ázerbájdžánské ministerstvo dopravy, komunikací a pokročilých technologií 26. listopadu 2020 oznámilo, že Mezinárodní organizace pro civilní letectví (ICAO) na výzvu Státní správy civilního letectví do svého katalogu zařadila šest letišť, mezi nimi i letiště ve Fuzuli. V lednu 2021 vydal prezident Ilham Alijev dekret o výstavbě mezinárodního letiště ve Fuzuli a 14. ledna byl slavnostně položen základní kámen. Dráha dlouhá 3 000 m byla po osmi měsících dokončena, poprvé byla použita 5. září 2021, kdy osobní letouny Airbus A340-500 Ázerbájdžánských aerolinií a nákladní letouny Boeing 747-400 vlastněné Silk Way Airlines provedly úspěšné zkušební lety a přistály na letišti.
Letiště bylo slavnostně otevřeno 26. října 2021 ázerbájdžánským prezidentem Ilhamem Alijevem a tureckým prezidentem Recepem Tayyipem Erdoğanem.
Náklady na výstavbu dosáhly 75 milionů manatů (44 milionů USD). Plánovaná kapacita letištního terminálu je 200 osob za hodinu.
Dne 20. prosince 2021 obdržela ruská letecká společnost IrAero povolení k provozování letů Moskva – Fuzuli dvakrát týdně.